# Polymitia laristana
Polymitia laristana är en fjärilsart som beskrevs av Paolo Triberti 1986. Polymitia laristana ingår i släktet Polymitia och familjen styltmalar.
Artens utbredningsområde är Iran. Inga underarter finns listade i Catalogue of Life.